# Meriola goloboffi
Espèce
Meriola goloboffi est une espèce d'araignées aranéomorphes de la famille des Trachelidae.

## Distribution
Cette espèce se rencontre en Argentine dans la province de Santa Cruz et au Chili dans la région de Magallanes,.

## Description
Le mâle holotype mesure 4,15 mm.

## Étymologie
Cette espèce est nommée en l'honneur de Pablo A. Goloboff.

## Publication originale
- Platnick & Ewing, 1995 : « A revision of the tracheline spiders (Araneae, Corinnidae) of southern South America. » American Museum Novitates, no 3128, p. 1-41 (texte intégral).